# Bandeira de conveniência

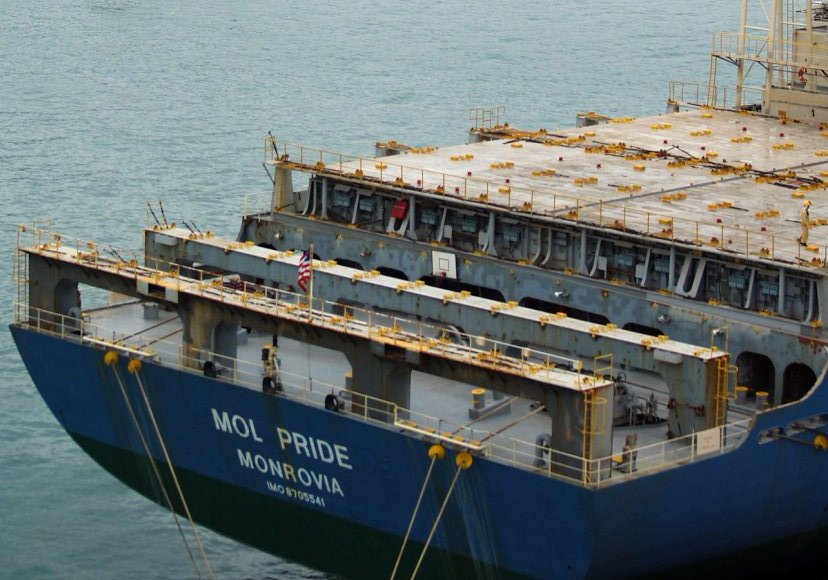
O MOL Pride, propriedade da empresa japonesa Mitsui O.S.K. Lines, com a bandeira da Libéria.

A bandeira de conveniência ou pavilhão de conveniência  é a bandeira um país, carente de capital econômico para a armação de seus próprios navios e/ou que não possui estaleiros para construí-los, e que "aceita serviços de terceiros". Facilitam segundo a sua conveniência, o registo de embarcações estrangeiras. Geralmente "barcos grandes" e/ou "navios", que possam oferecer empregos e benefícios trabalhistas para esse país carente do mais que necessário capital para a sua população. Dai partindo; para que os armadores possam usufruir também dessa bandeira, por sua vez (pela associação com o pais deficiente em capital) e possam retirar benefícios, sejam eles fiscais, legais ou outros, superiores aos que teriam no seu país natal (jogada econômica - devido à chamada "deseconomia de escala", de seus próprios países de origem); desde que, portanto, mais da metade da tripulação seja desses países que cedem a bandeira de conveniência(desses países), para poder justificá-la perante as autoridades de fiscalização do mar, segundo a tradição e o Direito do Mar, para então que a tripulação tenha o trabalho merecido e a cobertura desse pais de conveniência(associação entre o capital (investimento do armador) e o trabalho (da tripulação). 
Se não houver essa observação fundamental, torna-se uma "bandeira pirata, ou que vem a cobrir as atividades de uma pirataria, segundo os fundamentos do Mar" e presa da fiscalização.
Nos últimos anos as bandeiras de conveniência , devido à falta de fiscalização, servem cada vez mais para registar navios que estão abaixo dos padrões exigidos na Europa, Estados Unidos, Japão ou Canadá. Estes navios são designados substandard, que acabam por colocar em risco a tripulação beneficiada pela conveniência.
O número de navios substandard envolvidos em acidentes graves, como no caso do Prestige, tem vindo a aumentar.